# Paracalicha psittacata
Paracalicha psittacata är en fjärilsart som beskrevs av Max Joseph Bastelberger 1909. Paracalicha psittacata ingår i släktet Paracalicha och familjen mätare. Inga underarter finns listade i Catalogue of Life.